# Moniliformis cestodiformis
Espèce
Synonymes
- Echinorhynchus cestodiformis von Linstow, 1904 - protonyme
- Moniliformis erinacei Southwell & Macfie, 1962

Moniliformis cestodiformis est une espèce d'acanthocéphales de la famille des Moniliformidae. C'est un parasite digestif de hérissons d'Afrique centrale.